# Télescope à miroir liquide

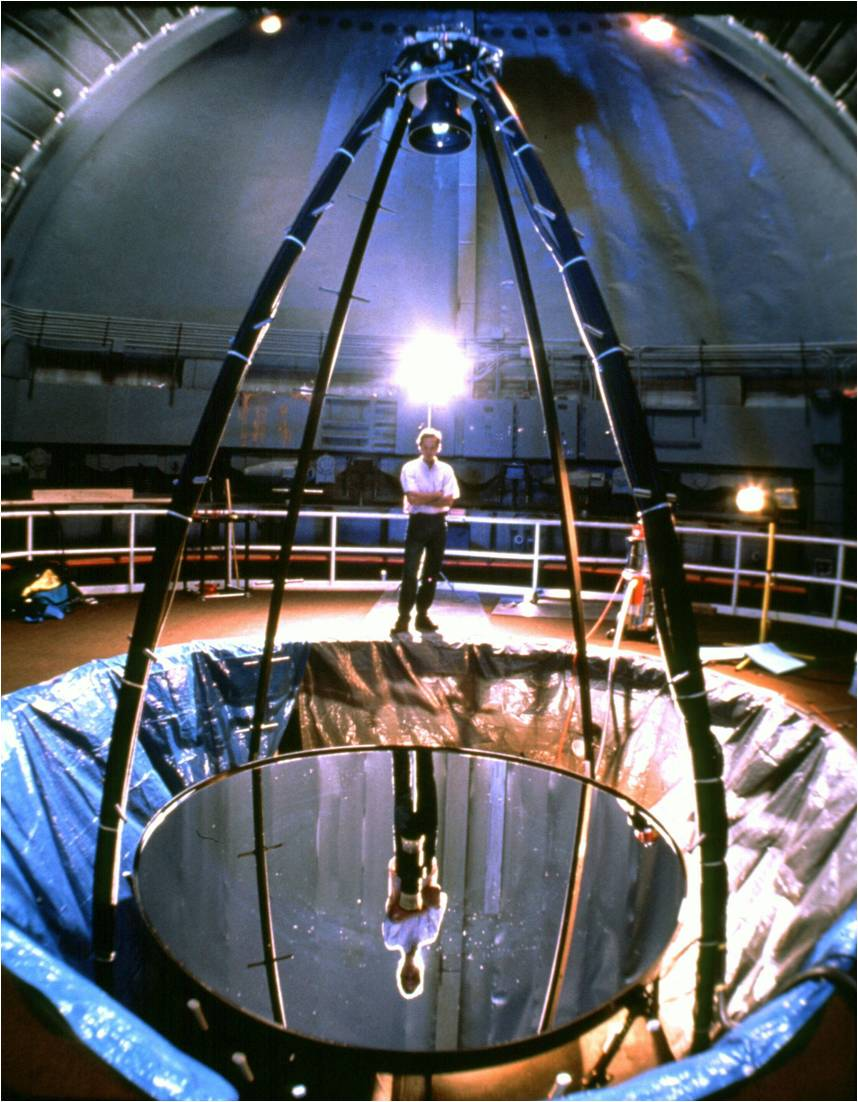
Le télescope de 3 m à miroir liquide utilisé par la NASA jusqu'en 2002 pour mesurer les débris spatiaux à orbite basse

Un télescope à miroir liquide (TML) est un télescope dont le corps réfléchissant est un liquide (généralement du mercure).
La technologie du miroir liquide permet de former un miroir parabolique parfait dont la courbure peut être réglable. Développée par l'université Laval de Québec, l'université de la Colombie-Britannique (UBC) et la NASA depuis 1982, elle a permis la réalisation de quelques télescopes dépassant le stade de prototype.

## Historique
L'idée d'utiliser un liquide en rotation pour créer une parabole parfaite est parfois attribuée à Isaac Newton, parfois à Ernesto Capocci (1856), mais les difficultés techniques (vitesse de rotation, système de transmission miroir–moteur) étaient insurmontables avant la fin du XIXe siècle. 
À l'université de Dunedin (Nouvelle-Zélande) en 1872, Henry Skey et Robert Carrington, tentèrent de créer un premier prototype (diamètre de 35 cm), mais sans succès . 
Puis, de 1909 à 1922, Robert Wood mit au point en 1909 aux États-Unis un miroir liquide de 51 cm de diamètre. Mais son télescope souffrait de vibrations trop fortes notamment parce qu'il utilisait des paliers à billes qui transmettaient des vibrations au mercure. La couche de liquide étant épaisse, ces vibrations prenaient un certain temps à s'estomper. Un Brésilien tenta de relancer l'idée en 1924[précision nécessaire], mais, hormis cela, le miroir liquide tomba dans l'oubli.
En 1982 l'Italo-Canadien Ermanno Borra, de l'université Laval, alors en année sabbatique, eut lui aussi cette idée ; il se rendit rapidement compte qu'il avait eu des prédécesseurs. Pensant que la technique moderne lui permettrait de surmonter les problèmes rencontrés avant lui, il commença à travailler sur le TML et réussit à construire un miroir de 1,5 m qui donnait des images (limitées par la diffraction du miroir). Puis, Paul Hickson de l'université de la Colombie-Britannique (UBC) et Borra créèrent en collaboration les miroirs de classe 3 m, qui équipent aujourd'hui l'UBC, la NASA, et l'université de Californie à Los Angeles. Hickson et ses collaborateurs ont terminé le Large Zenith Telescope (LZT) de l'observatoire de l'UBC, qui a un miroir de 6 m et tourne à approximativement 8,5 tours à la minute.
Un système de suspension à air installée sous le dispositif rotatif limite les vibrations.

## Technique

### Principe et réalisation
On utilise aujourd'hui du mercure, métal liquide à température ambiante, mais refroidi pour limiter les pertes par évaporation et la pollution toxique. Une fine couche d'environ 1/2 mm à 1 mm est placée dans un récipient parabolique en rotation. Soumis à cette rotation uniforme, le liquide prend la forme parabolique de la surface sous l'effet de forces volumiques ; il existe en effet une vitesse de rotation où s'équilibrent l'énergie potentielle de la gravité et la dynamique de rotation : aucune molécule du liquide ne bouge par rapport à aucune autre. Nous avons ainsi un miroir presque parfait : la dérivation par rapport à une parabole mathématiquement idéale est inférieure à l/20. En faisant varier la vitesse de rotation, on peut faire varier la courbure de la parabole et donc la distance focale du miroir. Plus la couche de mercure est épaisse, plus le champ de variations peut être important.
L'installation est pour le reste celle d'un télescope conventionnel. Pour éviter toute variation de la distance focale, le moteur qui entraîne le miroir en rotation doit être extrêmement régulier (ce fut la limitation principale qui empêcha le développement de tels télescopes avant une époque récente).

### Comparaison avec les télescopes à miroir solide
Les télescopes à miroirs liquides sont conçus pour être grands et donc observer loin. Le problème principal de cette technique est que l'axe du miroir ne peut être que vertical : il est donc limité aux observations astronomiques proches du zénith (il est possible de décaler un peu l'instrument de mesure de la verticale). Cela n'est pas forcément gênant, car c'est à la verticale que la lumière est la moins perturbée par l'atmosphère et parce que les galaxies lointaines sont partout dans le ciel. Le problème est donc moindre devant les avantages de la technique. De plus, on croit maintenant à la possibilité de construire des télescopes où « l'inclinaison du miroir pourrait atteindre de 20 à 30 degrés, ce qui s'approche d'un télescope conventionnel ».
Les miroirs liquides sont bien moins coûteux que leurs homologues en verre, et ne peuvent pas se casser, ni durant le transport, ni sous l'action de leur propre poids à l'usage. Contrairement au télescope classique, l'optique adaptative des miroirs liquides n'en est qu'au stade de la recherche, avec notamment l'utilisation de ferrofluide, qui, grâce à un champ magnétique, peut être contrôlé pour modifier la forme du miroir.
Un TML sur la Lune — questions de financement mises à part — permettrait d'avoir un plan d'observation idéal du cosmos.

## Projets d'alternative au mercure (nano-argent)
Des miroirs liquides plus légers sont envisagés, formés de nanoparticules d'argent (moins toxiques lorsqu'utilisées en suspension colloïdale) . 